# Shayla Worley
Shayla Worley (Orlando, 2 de Setembro de 1990) é uma ginasta estadunidense que compete em provas de ginástica artística. Worley fez parte da equipe estadunidense campeã por equipes no Campeonato Mundial de Ginástica Artística de 2007 realizado em Stuttgart.
Ela foi medalhista de ouro na disputa por equipes. Ainda que qualificada como oitava para duas finais individuais - concurso geral e trave, Shayla não pôde competir, pois suas compatriotas Nastia Liukin e Shawn Johnson estavam melhor classificadas. No ano de 2009, a ginasta anunciou sua aposentadoria da ginástica de elite americana, passando a competir em universidades e instituições.